# Округ Чатам (Џорџија)
Округ Чатам (енгл. Chatham County) је округ у америчкој савезној држави Џорџија.

## Демографија
По попису из 2010. године број становника је 265.128, што је 33.08 (14,3%) становника више него 2000. године.
| Група             | 2000.           | 2010.           |
| Белци             | 125.802 (54,2%) | 133.492 (50,4%) |
| Афроамериканци    | 93.971 (40,5%)  | 106.392 (40,1%) |
| Азијати           | 4.013 (1,7%)    | 6.311 (2,4%)    |
| Хиспаноамериканци | 5.403 (2,3%)    | 14.370 (5,4%)   |
| Укупно            | 232.048         | 265.128         |